# Хаварівський Устим Богданович
Устим Богданович Хаварівський (нар. 9 жовтня 1978, м. Тернопіль, Україна) — український історик, експерт з питань державно-церковних відносин, консультант з церковно-юридичних питань, громадсько-політичний діяч. Кандидат наук з державного управління (2011). Член Українського геральдичного товариства (2007).

## Життєпис
Устим Хаварівський народився 9 жовтня 1978 року в місті Тернопіль Тернопільської области України.
Закінчив філософсько-теологічний факультет Чернівецького національного університету (1997, 2001), Львівський регіональний інститут державного управління Національної академії державного управління при Президентові України (2004), аспірантуру ЛРІДУ НАДУ (2010).
Працював:
- головним спеціалістом Тернопільської облдержадміністрації (2001—2002, 2004—2005);
- заступником начальника відділу, начальник відділу Львівської облдержадміністрації (2005—2012);
- доцентом Львівського державного університету внутрішніх справ (2012—2016).

З 2016 року — головний юрисконсульт Керівного центру «Патріяршої Курії» Української греко-католицької церкви (м. Київ).
Член Експертної ради з питань свободи совісті та діяльності релігійних організацій при Міністерстві культури України (з 2014). Директор ГО «Інститут Держави і Церкви».

## Доробок
Співупорядник книги «Усі ми будемо в архіві…» (2018).

## Нагороди та відзнаки
- Тернопільська обласна премія імені Ярослава Стецька (2019)[3].